# Casato di Schwarzburg

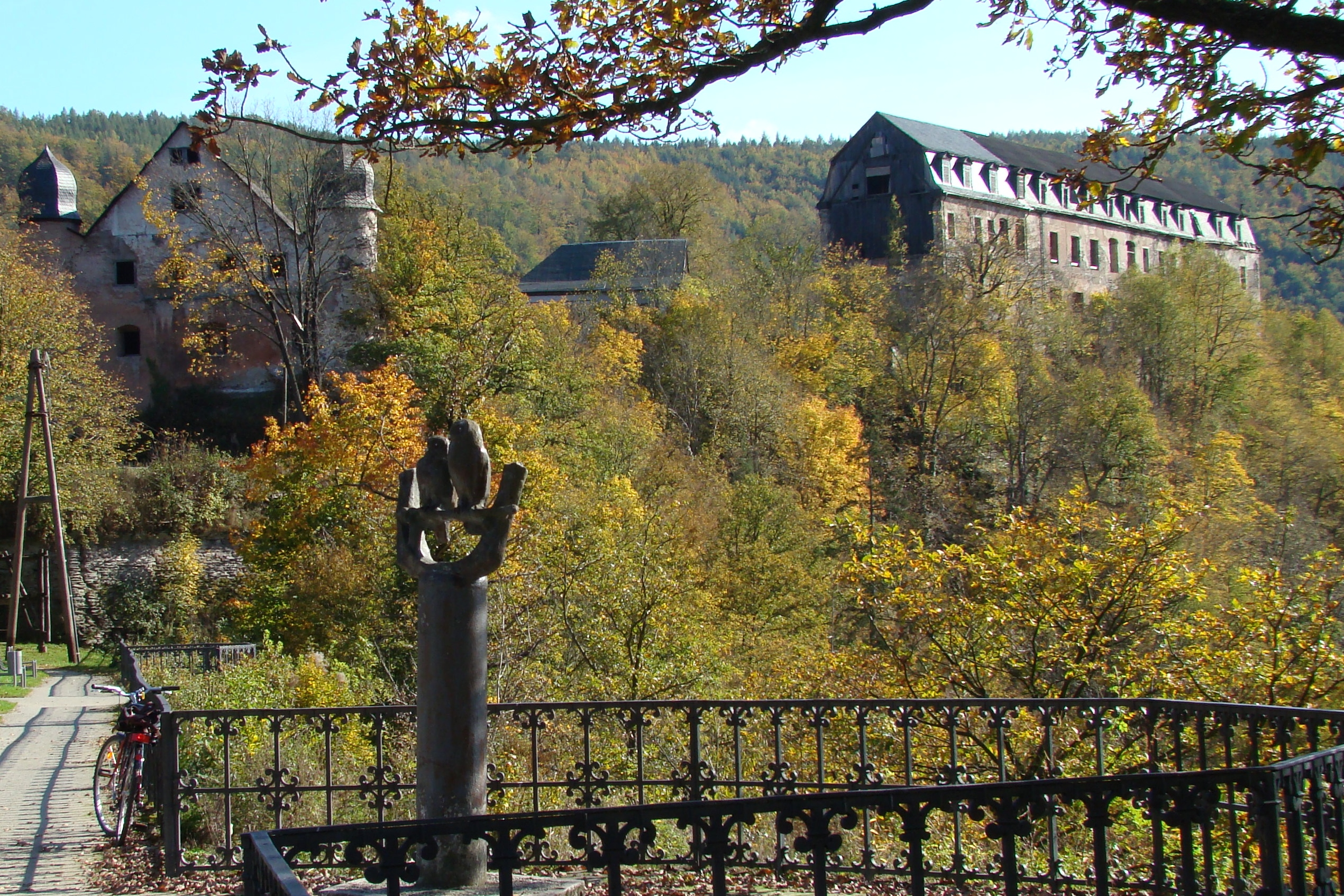
Il castello a Schwarzburg

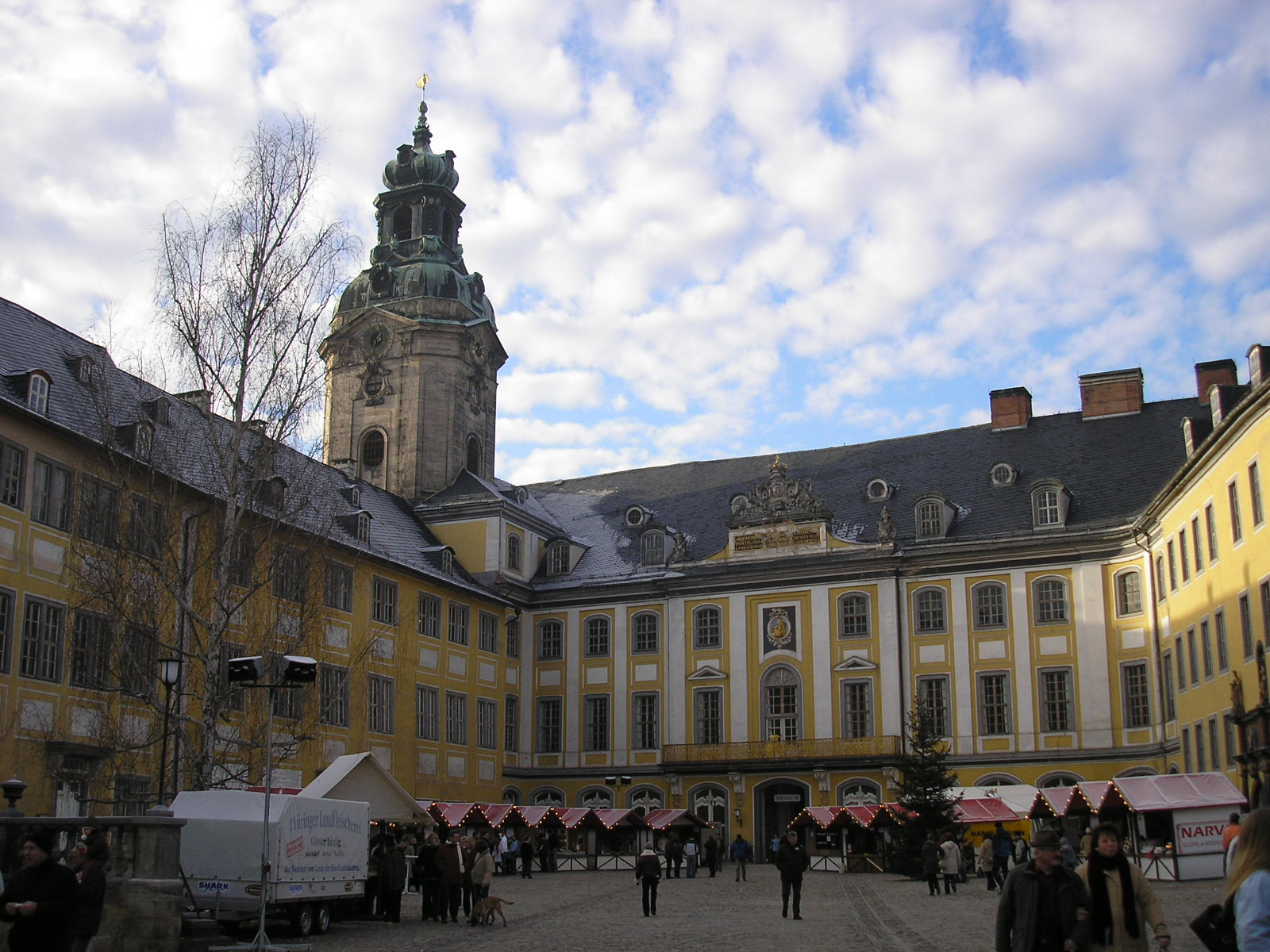
Il castello Heidecksburg a Rudolstadt

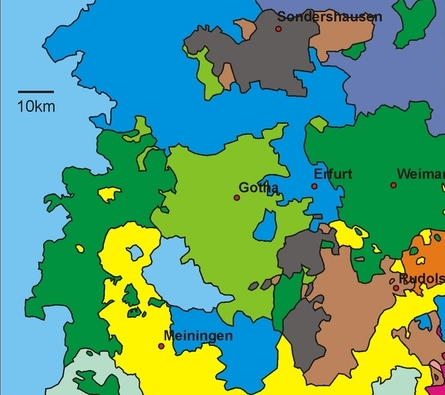
Schwarzburg-Rudolstadt, Schwarzburg-Sondershausen

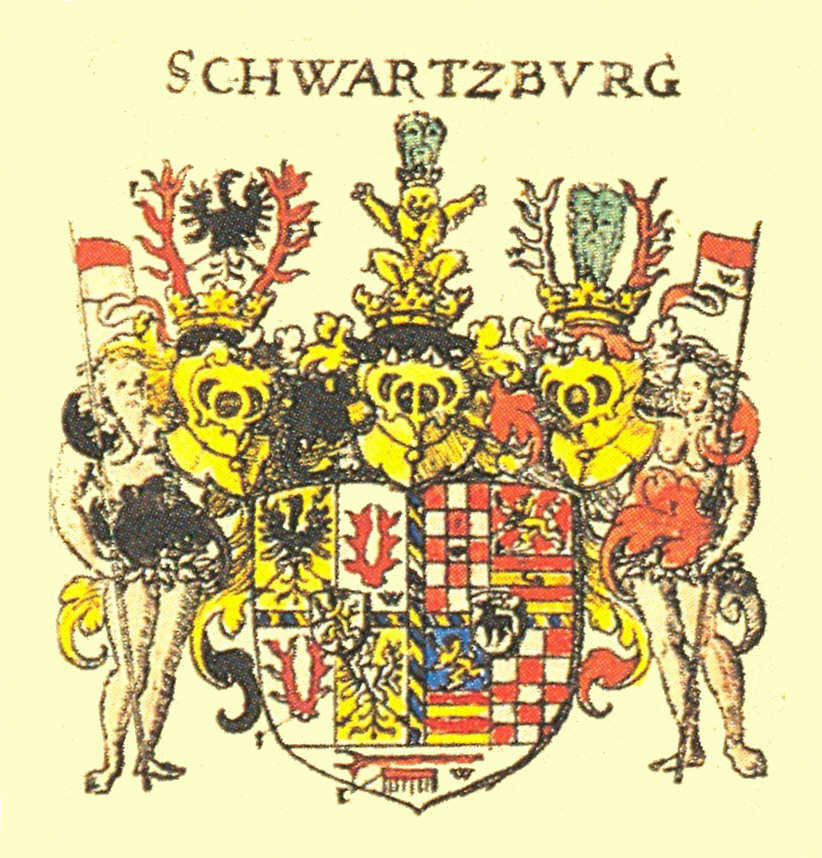
Stemma

Il casato di Schwarzburg è stata una delle più antiche famiglie nobili della Turingia, fino alla sua estinzione nel 1971, con la morte del principe Friedrich Günther di Schwarzburg. Regnante sulla Contea di Schwarzburg e fondata da Sizzo I di Schwarzburg (morto nel 1160). La famiglia si divise nel XVI secolo nei rami di Schwarzburg-Sondershausen e Schwarzburg-Rudolstadt, che non furono riuniti fino al 1909.

## Storia della famiglia
La contea di Schwarzburg fu uno stato del Sacro Romano Impero dal 1195 al 1595, quando fu divisa in Schwarzburg-Rudolstadt e Schwarzburg-Sondershausen.
Il conte Sizzo III di Käfernburg (Kevernburg) viene menzionato dal cronista medievale Lampert von Hersfeld e, secondo l'Annalista Saxo, era nipote del principe Jaropolk Izjaslavič di Turov per via materna; nel 1123 ricostruì il castello di Schwarzburg, che viene menzionato per la prima volta in un atto del 1071, facendosi chiamare in seguito "conte di Schwarzburg". Sizzo fondò anche l'abbazia di Georgenthal e nel 1157 accompagno l'imperatore Federico I Barbarossa durante la sua campagna contro Boleslao IV di Polonia.
Nel 1197 il nipote di Sizzo, Enrico II, divise il patrimonio comune con il fratello Günther III e fece del castello di Schwarzburg la sua residenza. Il suo territorio allora comprendeva anche il vicino castello di Blankenburg. Günther von Schwarzburg fu eletto Sacro Romano Imperatore in opposizione a Carlo IV del Lussemburgo
Le terre degli Schwarzburg furono nuovamente divise tra i suoi successori fino a quando nel 1538 il conte Günther XL il Ricco fu in grado di unire i territori, inclusi Frankenhausen e Rudolstadt, sotto il suo dominio. Gli successe suo figlio maggiore Günther XLI e dopo la sua morte nel 1583 i suoi fratelli minori divisero ancora il feudo: Giovanni Günther I ricevette il territorio attorno a Arnstadt, poi denominato Schwarzburg-Sondershausen, mentre Alberto VII ereditò le terre di Schwarzburg-Rudolstadt. La partizione fu infine confermata dal trattato di Stadtilm del 1599.

## Linee minori
- conti e principi di Schwarzburg-Arnstadt: piccola contea sovrana la cui linea anziana si costituì nel 1583 con Giovanni Günther I (1583-86) cui seguì Günther XLII (-1643). Cristiano Günther II (1616-66), cadetto di Cristiano Günther I di Sondershausen, vi regnò col successore Giovanni Günther III, fino alla sua morte nel 1699. Fu ricostituita come nuova linea che venne riconosciuta anch'essa principesca nel 1709, ma si estinse di nuovo nel 1716.

Lo staterello venne allora riassorbito dalla linea principesca di Sondershausen con Antonio Günther II (1666-16), finché fu di nuovo ricostituito come autonomo per i cadetti nel 1721, per estinguersi nuovamente nel 1762 (terza linea).
- conti e principi di Schwarzburg-Ebeleben: linea costituitasi nel 1642 con Ludovico Günther I, figlio minore di Cristiano Günther I, erede di Schwarzburg Arnstadt. Divenuta linea principesca nel 1681, con Cristiano Günther III, succeduto allo zio Augusto Günther, dal 1758 sono riuniti tutti i possessi con l'estinzione delle varie linee collaterali.

## Conti di Schwarzburg e Käfernburg
- Sizzo I (-1005)
- Sizzo II (-1075)
- Günther I (-1109), sposò Mechthild, figlia del principe Jaropolk Izjaslavič di Turov
- Sizzo III (1109-1160)
- Günther II (1160-1197)
- Heinrich II (1197-1236), conte di Schwarzburg-Blankenburg
- Günther VII (1236-1274)
- Günther IX (1274-1289)
- Günther XII (1289-1308)
- Heinrich VII (1308-1324)
- Günther XXI (1304-1349, Sacro Romano Imperatore e Re dei Romani (contestato)

Contea divisa
- Günther XL (1526-1552)

Contea divisa nuovamente nel 1571
- Alberto VII di Schwarzburg-Rudolstadt (1583-1605)
- Giovanni Günther I di Schwarzburg-Sondershausen (1583-1586)

## Collegamenti
- Principato di Schwarzburg-Rudolstadt
- Principato di Schwarzburg-Sondershausen